# NGC 4921
NGC 4921 är en stavgalax i stjärnbilden Berenikes hår. Den upptäcktes den 11 april 1785 av William Herschel. 